# レベルアップ (3DCG制作会社)
株式会社レベルアップ（英：LVUP.inc）は、3DCG制作会社である。
特にゲームキャラクターモーション（アニメーション）パートを得意とし、数々のゲーム開発実績を持つ。

## 概要
日本のゲームメーカー・ナムコ（現バンダイナムコエンターテインメント）出身の3DCGデザイナー、松岡キョウタによって2008年に設立された。
設立当初から一貫してモーション開発のみ取り扱う、専門分野特化型のCGプロダクションである。